# 8. etape af Vuelta a España 2021
8. etape af Vuelta a España 2021 er en 163,3 km lang flad etape, som køres den 21. august 2021 med start i Santa Pola og mål i La Manga del Mar Menor.

## Resultater

### Etaperesultat
| \| Etaperesultat \| Etaperesultat \| Etaperesultat \| Etaperesultat \| Etaperesultat \| \| Rytter \| Rytter \| Hold \| Tid \| \| \| ------------- \| ---------------- \| ---------------------- \| ------------- \| ------------- \| \| 1. \| Fabio Jakobsen \| Deceuninck-Quick Step \| 3t 56' 05" \| \| \| 2. \| Alberto Dainese \| Team DSM \| + 0" \| \| \| 3. \| Jasper Philipsen \| Alpecin-Fenix \| + 0" \| \| \| 4. \| Jordi Meeus \| Bora-Hansgrohe \| + 0" \| \| \| 5. \| Itamar Einhorn \| Israel Start-Up Nation \| + 0" \| \| \| 6. \| Arnaud Démare \| Groupama-FDJ \| + 0" \| \| \| 7. \| Michael Matthews \| BikeExchange \| + 0" \| \| \| 8. \| Martin Laas \| Bora-Hansgrohe \| + 0" \| \| \| 9. \| Piet Allegaert \| Cofidis \| + 0" \| \| \| 10. \| Jon Aberasturi \| Caja Rural-Seguros RGA \| + 0" \| \| |                  |                        |            |
| |                  |                        |            |
| Kilde: ProCyclingStats |                  |                        |            |
| Etaperesultat |                  |                        |            |
| Rytter | Rytter           | Hold                   | Tid        |
| 1. | Fabio Jakobsen   | Deceuninck-Quick Step  | 3t 56' 05" |
| 2. | Alberto Dainese  | Team DSM               | + 0"       |
| 3. | Jasper Philipsen | Alpecin-Fenix          | + 0"       |
| 4. | Jordi Meeus      | Bora-Hansgrohe         | + 0"       |
| 5. | Itamar Einhorn   | Israel Start-Up Nation | + 0"       |
| 6. | Arnaud Démare    | Groupama-FDJ           | + 0"       |
| 7. | Michael Matthews | BikeExchange           | + 0"       |
| 8. | Martin Laas      | Bora-Hansgrohe         | + 0"       |
| 9. | Piet Allegaert   | Cofidis                | + 0"       |
| 10. | Jon Aberasturi   | Caja Rural-Seguros RGA | + 0"       |

### Klassement efter etapen
| \| Samlede stilling \| Samlede stilling \| Samlede stilling \| Samlede stilling \| Samlede stilling \| \| Rytter \| Rytter \| Hold \| Tid \| \| \| ---------------- \| ------------------- \| ------------------- \| ---------------- \| ---------------- \| \| 1. \| Primož Roglič \| Jumbo-Visma \| 29t 14' 40" \| \| \| 2. \| Felix Großschartner \| Bora-Hansgrohe \| + 8" \| \| \| 3. \| Enric Mas \| Movistar Team \| + 25" \| \| \| 4. \| Miguel Ángel López \| Movistar Team \| + 36" \| \| \| 5. \| Jan Polanc \| UAE Team Emirates \| + 38" \| \| \| 6. \| Egan Bernal \| Ineos Grenadiers \| + 41" \| \| \| 7. \| Jack Haig \| Bahrain Victorious \| + 57" \| \| \| 8. \| Sepp Kuss \| Jumbo-Visma \| + 59" \| \| \| 9. \| Aleksandr Vlasov \| Astana-Premier Tech \| + 1' 06" \| \| \| 10. \| Adam Yates \| Ineos Grenadiers \| + 1' 22" \| \| |                     |                     |             |
| |                     |                     |             |
| Kilde: ProCyclingStats |                     |                     |             |
| Samlede stilling |                     |                     |             |
| Rytter | Rytter              | Hold                | Tid         |
| 1. | Primož Roglič       | Jumbo-Visma         | 29t 14' 40" |
| 2. | Felix Großschartner | Bora-Hansgrohe      | + 8"        |
| 3. | Enric Mas           | Movistar Team       | + 25"       |
| 4. | Miguel Ángel López  | Movistar Team       | + 36"       |
| 5. | Jan Polanc          | UAE Team Emirates   | + 38"       |
| 6. | Egan Bernal         | Ineos Grenadiers    | + 41"       |
| 7. | Jack Haig           | Bahrain Victorious  | + 57"       |
| 8. | Sepp Kuss           | Jumbo-Visma         | + 59"       |
| 9. | Aleksandr Vlasov    | Astana-Premier Tech | + 1' 06"    |
| 10. | Adam Yates          | Ineos Grenadiers    | + 1' 22"    |

| Pointkonkurrence | Pointkonkurrence | Pointkonkurrence      | Pointkonkurrence | Pointkonkurrence |
| Rytter           | Rytter           | Hold                  | Point            |                  |
| ---------------- | ---------------- | --------------------- | ---------------- | ---------------- |
| 1.               | Fabio Jakobsen   | Deceuninck-Quick Step | 180 point        |                  |
| 2.               | Jasper Philipsen | Alpecin-Fenix         | 164 point        |                  |
| 3.               | Arnaud Démare    | Groupama-FDJ          | 74 point         |                  |
| 4.               | Alberto Dainese  | Team DSM              | 73 point         |                  |
| 5.               | Michael Matthews | BikeExchange          | 70 point         |                  |
| 6.               | Magnus Cort      | EF Education-Nippo    | 67 point         |                  |
| 7.               | Primož Roglič    | Jumbo-Visma           | 54 point         |                  |
| 8.               | Alex Aranburu    | Astana-Premier Tech   | 52 point         |                  |
| 9.               | Piet Allegaert   | Cofidis               | 45 point         |                  |
| 10.              | Jordi Meeus      | Bora-Hansgrohe        | 42 point         |                  |

| Pointkonkurrence | Pointkonkurrence | Pointkonkurrence      | Pointkonkurrence | Pointkonkurrence |
| Rytter           | Rytter           | Hold                  | Point            |                  |
| ---------------- | ---------------- | --------------------- | ---------------- | ---------------- |
| 1.               | Fabio Jakobsen   | Deceuninck-Quick Step | 180 point        |                  |
| 2.               | Jasper Philipsen | Alpecin-Fenix         | 164 point        |                  |
| 3.               | Arnaud Démare    | Groupama-FDJ          | 74 point         |                  |
| 4.               | Alberto Dainese  | Team DSM              | 73 point         |                  |
| 5.               | Michael Matthews | BikeExchange          | 70 point         |                  |
| 6.               | Magnus Cort      | EF Education-Nippo    | 67 point         |                  |
| 7.               | Primož Roglič    | Jumbo-Visma           | 54 point         |                  |
| 8.               | Alex Aranburu    | Astana-Premier Tech   | 52 point         |                  |
| 9.               | Piet Allegaert   | Cofidis               | 45 point         |                  |
| 10.              | Jordi Meeus      | Bora-Hansgrohe        | 42 point         |                  |

| Bjergkonkurrence | Bjergkonkurrence | Bjergkonkurrence                   | Bjergkonkurrence | Bjergkonkurrence |
| Rytter           | Rytter           | Hold                               | Point            |                  |
| ---------------- | ---------------- | ---------------------------------- | ---------------- | ---------------- |
| 1.               | Pavel Sivakov    | Ineos Grenadiers                   | 16 point         |                  |
| 2.               | Michael Storer   | Team DSM                           | 12 point         |                  |
| 3.               | Jack Haig        | Bahrain Victorious                 | 11 point         |                  |
| 4.               | Romain Bardet    | Team DSM                           | 11 point         |                  |
| 5.               | Rein Taaramäe    | Intermarché-Wanty-Gobert Matériaux | 10 point         |                  |
| 6.               | Kenny Elissonde  | Trek-Segafredo                     | 10 point         |                  |
| 7.               | Sepp Kuss        | Jumbo-Visma                        | 9 point          |                  |
| 8.               | Jan Polanc       | UAE Team Emirates                  | 6 point          |                  |
| 9.               | Carlos Verona    | Movistar Team                      | 6 point          |                  |
| 10.              | Joe Dombrowski   | UAE Team Emirates                  | 6 point          |                  |

| Bjergkonkurrence | Bjergkonkurrence | Bjergkonkurrence                   | Bjergkonkurrence | Bjergkonkurrence |
| Rytter           | Rytter           | Hold                               | Point            |                  |
| ---------------- | ---------------- | ---------------------------------- | ---------------- | ---------------- |
| 1.               | Pavel Sivakov    | Ineos Grenadiers                   | 16 point         |                  |
| 2.               | Michael Storer   | Team DSM                           | 12 point         |                  |
| 3.               | Jack Haig        | Bahrain Victorious                 | 11 point         |                  |
| 4.               | Romain Bardet    | Team DSM                           | 11 point         |                  |
| 5.               | Rein Taaramäe    | Intermarché-Wanty-Gobert Matériaux | 10 point         |                  |
| 6.               | Kenny Elissonde  | Trek-Segafredo                     | 10 point         |                  |
| 7.               | Sepp Kuss        | Jumbo-Visma                        | 9 point          |                  |
| 8.               | Jan Polanc       | UAE Team Emirates                  | 6 point          |                  |
| 9.               | Carlos Verona    | Movistar Team                      | 6 point          |                  |
| 10.              | Joe Dombrowski   | UAE Team Emirates                  | 6 point          |                  |

| Ungdomskonkurrence | Ungdomskonkurrence       | Ungdomskonkurrence     | Ungdomskonkurrence | Ungdomskonkurrence |
| Rytter             | Rytter                   | Hold                   | Tid                |                    |
| ------------------ | ------------------------ | ---------------------- | ------------------ | ------------------ |
| 1.                 | Egan Bernal              | Ineos Grenadiers       | 29t 15' 21"        |                    |
| 2.                 | Aleksandr Vlasov         | Astana-Premier Tech    | + 25"              |                    |
| 3.                 | Gino Mäder               | Bahrain Victorious     | + 2' 11"           |                    |
| 4.                 | Juan Pedro López         | Trek-Segafredo         | + 2' 22"           |                    |
| 5.                 | Clément Champoussin      | AG2R Citroën Team      | + 4' 54"           |                    |
| 6.                 | Rémy Rochas              | Cofidis                | + 7' 36"           |                    |
| 7.                 | Jefferson Alveiro Cepeda | Caja Rural-Seguros RGA | + 10' 28"          |                    |
| 8.                 | Michael Storer           | Team DSM               | + 11' 25"          |                    |
| 9.                 | Steff Cras               | Lotto-Soudal           | + 13' 42"          |                    |
| 10.                | Andreas Kron             | Lotto-Soudal           | + 16' 51"          |                    |

| Ungdomskonkurrence | Ungdomskonkurrence       | Ungdomskonkurrence     | Ungdomskonkurrence | Ungdomskonkurrence |
| Rytter             | Rytter                   | Hold                   | Tid                |                    |
| ------------------ | ------------------------ | ---------------------- | ------------------ | ------------------ |
| 1.                 | Egan Bernal              | Ineos Grenadiers       | 29t 15' 21"        |                    |
| 2.                 | Aleksandr Vlasov         | Astana-Premier Tech    | + 25"              |                    |
| 3.                 | Gino Mäder               | Bahrain Victorious     | + 2' 11"           |                    |
| 4.                 | Juan Pedro López         | Trek-Segafredo         | + 2' 22"           |                    |
| 5.                 | Clément Champoussin      | AG2R Citroën Team      | + 4' 54"           |                    |
| 6.                 | Rémy Rochas              | Cofidis                | + 7' 36"           |                    |
| 7.                 | Jefferson Alveiro Cepeda | Caja Rural-Seguros RGA | + 10' 28"          |                    |
| 8.                 | Michael Storer           | Team DSM               | + 11' 25"          |                    |
| 9.                 | Steff Cras               | Lotto-Soudal           | + 13' 42"          |                    |
| 10.                | Andreas Kron             | Lotto-Soudal           | + 16' 51"          |                    |

| Holdkonkurrence | Holdkonkurrence                    | Holdkonkurrence | Holdkonkurrence |
| Hold            | Hold                               | Tid             |                 |
| --------------- | ---------------------------------- | --------------- | --------------- |
| 1.              | Movistar Team                      | 87t 42' 27"     |                 |
| 2.              | Ineos Grenadiers                   | + 2' 10"        |                 |
| 3.              | Bahrain Victorious                 | + 4' 19"        |                 |
| 4.              | UAE Team Emirates                  | + 4' 26"        |                 |
| 5.              | Jumbo-Visma                        | + 7' 41"        |                 |
| 6.              | Intermarché-Wanty-Gobert Matériaux | + 13' 59"       |                 |
| 7.              | Team DSM                           | + 17' 42"       |                 |
| 8.              | AG2R Citroën Team                  | + 18' 11"       |                 |
| 9.              | Trek-Segafredo                     | + 18' 26"       |                 |
| 10.             | Astana-Premier Tech                | + 21' 15"       |                 |

| Holdkonkurrence | Holdkonkurrence                    | Holdkonkurrence | Holdkonkurrence |
| Hold            | Hold                               | Tid             |                 |
| --------------- | ---------------------------------- | --------------- | --------------- |
| 1.              | Movistar Team                      | 87t 42' 27"     |                 |
| 2.              | Ineos Grenadiers                   | + 2' 10"        |                 |
| 3.              | Bahrain Victorious                 | + 4' 19"        |                 |
| 4.              | UAE Team Emirates                  | + 4' 26"        |                 |
| 5.              | Jumbo-Visma                        | + 7' 41"        |                 |
| 6.              | Intermarché-Wanty-Gobert Matériaux | + 13' 59"       |                 |
| 7.              | Team DSM                           | + 17' 42"       |                 |
| 8.              | AG2R Citroën Team                  | + 18' 11"       |                 |
| 9.              | Trek-Segafredo                     | + 18' 26"       |                 |
| 10.             | Astana-Premier Tech                | + 21' 15"       |                 |